# Лирическая симфония
Лирическая симфония (нем. Lyrische Symphonie) Op. 18 — произведение Александра Цемлинского для сопрано и баритона с оркестром, написанное в 1922—1923 гг. на стихи Рабиндраната Тагора в немецком переводе Ханса Эффенбергера. Примерная продолжительность звучания 45 минут.

## Состав
1. Ich bin friedlos, ich bin durstig nach fernen Dingen (с нем. — «Мне нет покоя, жажду отдалённого...»)
2. O Mutter, der junge Prinz (с нем. — «Ах, мама, юный принц...»)
3. Du bist die Abendwolke (с нем. — «Ты облако вечернее...»)
4. Sprich zu mir Geliebter (с нем. — «Поговори со мной, любимая...»)
5. Befrei mich von den Banden deiner Süße, Lieb (с нем. — «Освободи меня от сладостных оков твоих...»)
6. Vollende denn das letzte Lied (с нем. — «Закончи последнюю песню...»)
7. Friede, mein Herz (с нем. — «Покоя, моё сердце...»)

## История создания и исполнения
Композитор начал работать над новым сочинением в апреле 1922 года и завершил оркестровку в деревне Альтаусзе в августе 1923 года. «Лирическая симфония» впервые прозвучала 4 июня 1924 года в Новом немецком театре в Праге, музыкальным руководителем которого был Цемлинский, в исполнении оркестра под управлением автора, партии солистов исполнили Тилли де Гармо и Йозеф Шварц.

## Характеристика музыки
Общий принцип строения «Лирической симфонии», в которой жанровое обозначение симфонии присвоено, по сути, циклу лирических песен для голоса с оркестром, заимствован у «Песни о земле» Густава Малера, текстовую основу которой также составила восточная поэзия. Мужской и женский голоса, исполняя вокальные номера поочерёдно, создают лирический сюжет, движущийся от тоски и томления в ожидании любви к примирению с уходом из жизни. Музыка выдержана в позднеромантическом ключе.

## Записи
Высокую оценку критики получила запись «Лирической симфонии», выполненная Кристиной Шефер и Маттиасом Гёрне с Оркестром Парижа под управлением Кристофа Эшенбаха (2005).